# Rubus ictus
Rubus ictus är en rosväxtart som beskrevs av Liberty Hyde Bailey. Rubus ictus ingår i släktet rubusar, och familjen rosväxter. Inga underarter finns listade i Catalogue of Life.